# Benedict Arnold
Benedict Arnold V (ur. 14 stycznia 1741 w Norwich, Connecticut, zm. 14 czerwca 1801 w Londynie) – kupiec z Connecticut, który walczył w amerykańskiej wojnie o niepodległość w stopniu generała Armii Kontynentalnej.
W Stanach Zjednoczonych Arnold znany jest przede wszystkim ze swojej zdrady i spisku, w wyniku którego miało dojść do poddania wojskom brytyjskim amerykańskiego fortu w West Point w stanie Nowy Jork. Spisek został wykryty. Zdrada była ogromnym ciosem dla sprawy Amerykańskiej Rewolucji, zwłaszcza że Benedict Arnold uważany był za jednego z najlepszych generałów amerykańskich i lidera w Armii Kontynentalnej. Jego imię stało się synonimem zdrady.
Generał Arnold wyróżniał się już od początku trwania wojny. Jego zdolności dowódcze i odwaga przyczyniły się do wielu zwycięstw:
- zajęcie Fortu Ticonderoga w 1775
- inwazja na brytyjską Kanadę w 1775
- zwycięstwo w bitwie o wyspę Valcour na jeziorze Champlain w 1776
- bitwy pod Danbury i Ridgefield w Connecticut (został po nich awansowany do stopnia generała majora)
- bitwa pod Saratogą w 1777

Mimo sporych sukcesów pomijano go przy awansach, podczas gdy inni generałowie zbierali pochwały za sukcesy będące w dużej części jego zasługą. Jednocześnie jego polityczni wrogowie oskarżali go o korupcję. Pogłębiająca się frustracja oraz coraz większe długi (Arnold żył bardzo rozrzutnie) doprowadziły go do zdrady. W lipcu 1780 roku objął dowództwo w placówce West Point z zamiarem poddania jej Brytyjczykom. Jego plany zostały wykryte, gdy Amerykanie złapali brytyjskiego majora Johna André z dokumentami świadczącymi o spisku.
Wiadomości o schwytaniu André dotarły do Arnolda. Postanowił uciec na stronę brytyjską w dół rzeki Hudson, używając statku, slupa wojennego o nazwie „Vulture”. Umknął pościgowi wysłanemu przez generała Waszyngtona, który pojawił się w Forcie West Point natychmiast po otrzymaniu wiadomości o zdradzie. Arnold za swoje zasługi otrzymał w wojsku brytyjskim stopień generała brygady (ang. Brigadier General) i 6000 funtów. Jednak dowództwo brytyjskie nigdy nie miało do niego pełnego zaufania.
Na wiosnę 1782 roku Arnold opuścił szeregi armii i przeprowadził się do Londynu ze swoją drugą żoną Margaret „Peggy” Shippen Arnold. Został dobrze przyjęty przez króla Jerzego III i torysów, natomiast Wigowie wyrazili dezaprobatę wobec jego osoby. W 1787 roku wrócił do Ameryki i wraz z synami Richardem i Henrym wznowił działalność kupiecką w Saint John w Nowym Brunszwiku. Powrócił jednak na stałe do Londynu w 1791 roku.
Żył wystarczająco długo, by zacząć żałować swojej zdrady. Na łożu śmierci miał powiedzieć: „Dajcie mi umrzeć w moim starym mundurze, w którym walczyłem. Niech Bóg mi wybaczy, że włożyłem inny."

## Wczesne lata
Benedict Arnold V przyszedł na świat w Norwich jako szóste dziecko w rodzinie Benedicta Arnolda III i Hannah Waterman King. Otrzymał imię po pradziadku, który był gubernatorem kolonii Rhode Island, oraz swojego starszego brata, który zmarł zanim urodził się Benedict Arnold V. Ze wszystkich dzieci państwa Arnold wieku dorosłego dożył tylko Benedict i jego siostra Hannah. Reszta rodzeństwa umarła w dzieciństwie na żółtą febrę. Przez babkę swojej matki Arnold był potomkiem Johna Lathropa, który uznawany jest za przodka aż czterech prezydentów Stanów Zjednoczonych.
Ojciec Arnolda wpadł w alkoholizm po tym, jak dobrze prosperujący interes rodzinny wpadł w długi po serii nietrafionych inwestycji. Benedict Arnold V zmuszony był zrezygnować ze szkoły w wieku 14 lat, gdyż nauka w szkole była zbyt dużym wydatkiem dla jego rodziny. Kontakty rodzinne ze strony matki pozwoliły mu jednak na rozpoczęcie praktyki w aptece u swoich kuzynów Daniela i Joshui Lathropów w Norwich.

### Wojna z Indianami i Francuzami
W wieku 15 lat zapisał się do milicji Connecticut. Pomaszerował ze swoim oddziałem do Albany i Jeziora George naprzeciw francuskim wojskom inwazyjnym nadciągającym z Kanady w kierunku Fortu William Henry, jednak Arnold nie uczestniczył w bitwie w czasie tej wojny. Oddziały brytyjskie doznały upokarzającej porażki z rąk francuskich dowodzonych przez Markiza de Montcalm, w następstwie której poddały się. Jednak wspierający Francuzów Indianie byli niezadowoleni z warunków pokoju, zachęcając ich do udziału w kampanii obiecano im skalpy, broń i obuwie. Nie otrzymali niczego, co spowodowało, że zaatakowali eskortowanych jeńców i zabili 180 z nich. Francuski oddział towarzyszący więźniom był zbyt mały by przeciwstawić się rzezi.

### Śmierć rodziców
Matka Arnolda zmarła w 1759, co spowodowało, że musiał on wziąć na siebie pełną odpowiedzialność młodszą siostrę i ojca, którego alkoholizm jeszcze się pogłębił po śmierci żony (był kilkakrotnie aresztowany za publiczne pijaństwo, a nawet odmówiono mu komunii w kościele). Ojciec zmarł w 1761 roku i na 20-letnim Arnoldzie spoczął obowiązek przywrócenia dawnej świetności swojemu nazwisku.

## Przed wybuchem wojny o niepodległość
W 1762 roku z pomocą Lathropów Arnold otworzył aptekę oraz księgarnię w New Haven w stanie Connecticut.
Był młody, ambitny i szybko rozbudował swoją firmę. W 1763 odkupił dawny dom rodzinny, który jego ojciec zmuszony był sprzedać w momencie, gdy popadł w długi. Rok później sprzedał go ponownie, tym razem z dużym zyskiem. Środki ze sprzedaży wykorzystał w spółce z Lathtropami; kupili trzy statki handlowe, które posłużyły im do transportu produktów z Karaibów. W tym czasie jego siostra Hannah zastępowała go i nadzorowało rodzinny interes w New Haven. Arnold nie ograniczył się tylko do handlu z Karaibami, jego statki pływały także do Nowej Anglii i do Quebecu, wielokrotnie to on sam dowodził na jednym ze statków własnej floty.
Wprowadzona w 1765 roku opłata stemplowa wpłynęła znacząco na osłabienie handlu między koloniami. Początkowo Arnold nie angażował się w żadne publiczne demonstracje przeciwko brytyjskim działaniom wobec kolonii, jednak wkrótce, jak wielu innych kupców, w swojej działalności handlowej pomijał istnienie Ustawy o Stemplach, co w rzeczywistości oznaczało działalność przemytniczą.
31 stycznia 1767 roku Arnold wziął udział w demonstracji przeciwko polityce brytyjskiej wobec kolonii. Spalono na niej kukły przedstawiające urzędników korony, a marynarze ze statków handlowych poturbowali człowieka podejrzewanego o denuncjowanie przemytników. Benedict Arnold został aresztowany i skazany na karę grzywny w wysokości 50 szylingów za zakłócanie porządku publicznego.
22 lutego 1767 poślubił Margaret, córkę Samuela Mansfielda. Mieli trzech synów: Benedicta, Richarda i Henry’ego. Margaret zm. 19 czerwca 1775 roku.
Wysokie podatki narzucone przez Parlament Brytyjski spowodowały upadek handlu w Nowej Anglii. Arnold również popadł w długi sięgające kwoty 15 tysięcy funtów.
W czasie jednej z wypraw handlowych Benedict Arnold pojedynkował się w Hondurasie z Brytyjczykiem, kapitanem statku, który nazwał go „Cholernym Jankesem, pozbawionym dobrych manier i niegodnym miana gentlemana”. Arnold wyzwał go na pojedynek, ranił i zmusił do przeprosin.
W czasie masakry bostońskiej był w rejsie handlowym na Karaibach, jednak później napisał „dobry Boże, czy Amerykanie zamierzają spać i dać odebrać sobie swoje wolności, czy może wszyscy stali się filozofami i nie umieją już pomścić wyrządzanej im niegodziwości”.

## Wojna o niepodległość
W marcu 1775 grupa 65 mieszkańców New Haven utworzyła Gubernatorską Drugą Kompanię Straży Connecticut. Arnold został wybrany kapitanem i organizował treningi oraz ćwiczenia przygotowujące oddział do wojny. Gdy 21 kwietnia 1775 do New Haven dotarły informacje o bitwach kolonistów i wojsk korony brytyjskiej pod Lexington i Concord, do oddziału zgłosiło się kilku ochotników, uczniów Yale College. Powiększony oddział wyruszył w marsz do Bostonu w kolonii Massachusetts, aby dołączyć do wojsk rebelii.
W czasie marszu Arnold spotkał się z pułkownikiem Samuelem Holdenem Parsonsem, urzędnikiem sądu w Connecticut. Rozmawiali na temat dużych braków w wyposażeniu armii amerykańskiej w działa i o tym, iż broń tę można zdobyć, właśnie atakując i przejmując Fort Ticonderoga nad jeziorem Champlain. Zgodzili się, że ten fort powinien być jednym z celów. Parsons kontynuował podróż do Hartford, gdzie zdobył fundusze na utworzenie oddziału dowodzonego przez kapitana Edwarda Motta. Ten połączył swe siły z Ethanem Allenem i jego oddziałem Green Mountain Boys (Chłopaki z Zielonych Wzgórz) w Bennington w Vermont.
Oddział milicji pod dowództwem Arnolda udał się do Cambridge, gdzie Arnold przekonał Komitet Bezpieczeństwa Massachusetts (kolektywne ciało, które dowodziło 20 tysiącami zbrojnych kolonistów z Nowej Anglii obozujących wokół oblężonego Bostonu), aby sformować ekspedycję wojskową, która zdobyłaby Fort Ticonderoga. Został mianowany pułkownikiem milicji Massachusetts i przydzielono mu kilku kapitanów pod komendę w celu sformowania armii w kolonii. W czasie, gdy jego podkomendni trenowali, pułkownik Arnold pojechał na północ na spotkanie z Allenem oraz by objąć dowództwo całej operacji.

### Bitwa pod Ticonderoga
Pod koniec maja wojsko było gotowe do walki. 10 maja 1775 Fort Ticonderoga został zajęty przez kolonistów podczas ataku rozpoczętego wczesnym świtem. Przeważające siły brytyjskie były całkowicie zaskoczone. Podobnym sukcesem zakończyły się ataki i ekspedycje na Crown Point, Fort George i Fort St. Johns (obecnie Saint-Jean-sur-Richelieu, Quebec), który trzeba było opuścić ze względu na nadciągającą z Montrealu brytyjską odsiecz. Podczas całej kampanii Allen i Arnold nie mogli dojść do porozumienia, który z nich powinien przejąć dowództwo całej ekspedycji, co doprowadziło do rozdzielenia się ich wojsk. Arnold musiał swoimi milicjantami obsadzić garnizony w trzech fortach. Jednak wkrótce został wsparty przez 1000-osobowy oddział z Connecticut pod dowództwem pułkownika Benjamina Himana. Zgodnie z rozkazami posiadanymi przez Himana Arnold miał się oddać pod jego dowództwo. Takie działanie Kongresu Kontynentalnego rozzłościło Arnolda, który odebrał to jako brak szacunku dla swoich dokonań w sprawę Amerykańskiej Rewolucji. Spowodowało to jego rezygnację z obowiązków i powrót do Massachusetts.

### Ekspedycja do Quebecu
Wkrótce po utworzeniu Armii Kontynentalnej w czerwcu 1775 roku generał major Philip Schuyler, dowódca północnego okręgu, stworzył plan inwazji na Kanadę. Atak miałby się odbyć z Fortu St. Johns położonego nad jeziorem Champlain, następnie wojska miały się przemieścić w dół rzeki Richelieu do Montrealu. Celem ataku było pozbawienie lojalistów ważnych baz, z których mogli przeprowadzać łatwe ataki na Nowy Jork. Głównodowodzącym armii inwazyjnej został generał Richard Montgomery.
Arnold zaproponował, żeby siły zostały rozłożone na dwa równoległe ataki. Drugi, w porozumieniu z armią Schuylera, zostałby przeprowadzony wzdłuż rzeki Kennebec w Maine, a następnie w dół rzeki Chaudière do Quebec. Arnold sądził, że wraz z zajęciem Montrealu i Quebecu francuskojęzyczni koloniści z Kanady przyłączą się do rewolucji wymierzonej w Brytyjczyków. Generał Waszyngton i Kongres Kontynentalny zaaprobowali plan i upoważnili pułkownika Benedicta Arnolda do poprowadzenia ataku na Quebec.
Tuż przed wyruszeniem do Maine do Arnolda dotarły wiadomości o śmierci jego żony Margaret. Zatrzymał się w New Haven i poprosił swoją siostrę Hannah o zaopiekowanie się jego dziećmi.
Oddział 1100 rekrutów wyruszył z Newburyport w Massachusetts 19 września 1775 i dotarł do Gardinerston w Maine 22 września, gdzie Arnold przygotowany był do zbudowania 200 bateaux (rodzaj niewielkiego statku) do przemieszczania się po rzekach Kennebec i Dead, a następnie w dół Chaudiere do Quebec. Z górnego biegu rzeki Dead do Chaudiere żołnierze przemieścili się marszem.
Brytyjczycy wiedzieli o nadciągającej armii i zniszczyli większość dostępnych na południowym brzegu rzeki środków transportu. Dwa statki bojowe cały czas patrolowały bieg rzeki: fregata „Lizard” uzbrojona w 26 karabinów i slup wojenny „Hunter” (16 karabinów). Miały zadanie nie dopuścić do przekroczenia rzeki. Jednak oddziałom dowodzonym przez Arnolda udało się przedostać na drugi brzeg 11 listopada, zatrzymał się w okolicy Quebecu i zdał sobie sprawę, że jego siły są niewystarczające do zajęcia miasta. Wtedy wysłał prośbę o posiłki do Montgomery’ego.
W tym czasie (16 września 1775) generał brygady Richard Montgomery opuścił Fort Ticonderoga z około 1700 milicjantami i pomaszerował na północ. Zajął Montreal 13 listopada i na początku grudnia dołączył do sił Arnolda, i 31 grudnia 1775 oddziałem około 950 żołnierzy zaatakowali Quebec. Wojska kolonistów poniosły jednak klęskę ze strony wojsk generała Guya Carletona – gubernatora Kanady i dowódcy wojsk brytyjskich. Generał Montgomery zginął prowadząc jeden z ataków, jego wojsko nigdy nie dotarło w pobliże murów. W tym czasie wojska dowodzone przez Arnolda próbowały oblężenia z drugiej strony miasta. W czasie jednego z ataków Arnold został ranny w nogę, jednak dla podtrzymania ducha swoich żołnierzy został na polu bitwy mimo rany. Jedynym sukcesem jego ataków było wejście do miasta kompanii strzelców dowodzonej przez Daniela Morgana, który jednak został wkrótce otoczony i zmuszony do poddania. W oblężeniu Quebecu zginęło i zostało rannych wielu żołnierzy, wielu też trafiło do niewoli.
Pod komendą pułkownika Arnolda zostało około 350 ochotników, którzy nadal prowadzili bezskuteczne oblężenie do wiosny 1776 roku, kiedy to przybyły posiłki pod dowództwem generała brygady Davida Woostera. Arnold wraz z niedobitkami swojej armii wycofał się do Montrealu.

### Awans
Benedict Arnold został awansowany na generała brygady po inwazji Quebecu. Przydzielono mu zadania odparcia ewentualnego ataku brytyjskiego na dolinę rzeki Hudson z Kanady przez jezioro Champlain.
Latem 1776 zbudowano flotę małych statków wojennych i łodzi wyposażonych w działa, których zadaniem było kontrolowania jeziora. Brytyjczycy jednak zbudowali większą flotę i wkrótce rozbili flotę Arnolda w bitwie pod Valcour. Nadeszła jednak zima i brytyjska inwazja została wstrzymana, strategia defensywna Arnolda odniosła sukces.
W 1776 Benedict Arnold poznał i oświadczył się Betsy Deblois, córce znanego lojalisty z Bostonu. Znana była jako „piękność z Bostonu”. Jego oświadczyny zostały jednak odrzucone od razu po prezentacji, a pierścionek zaręczynowy zwrócony.

### Departament Wschodni
Pod koniec 1776 roku Arnoldowi powierzono obowiązki zastępcy dowódcy Zachodniego Departamentu Armii Kontynentalnej. Trafił pod dowództwo generała majora Josepha Spencera. 8 grudnia 1776 znaczne siły brytyjskie pod dowództwem generała lejtnanta Henriego Clintona zajęły Newport. W tym czasie Arnold przebywał na tygodniowym urlopie w domu rodzinnym w New Haven, pojawił się w Providence 12 stycznia 1777, by objąć dowództwo obrony Rhode Island. Miał pod komendą siłę zmniejszoną do około 2 tysięcy żołnierzy, gdyż część wojska zostało wysłanych do wsparcia generała Waszyngtona w bitwie pod Trenton. Arnold musiał sprostać 15 tysiącom „czerwonych kurtek”, znów musiał obrać taktykę obronną.
26 kwietnia 1777 w czasie podróży do Filadelfii na obrady Kongresu Kontynentalnego zatrzymał się w New Haven, by ponownie odwiedzić swą rodzinę. Tam kurier poinformował go, że oddział 2 tysięcy brytyjskich żołnierzy pod dowództwem generała majora Williama Tryona, wojskowego gubernatora Nowego Jorku, wylądował w Norwalk.
Tryon pomaszerował ze swym wojskiem do Fairfield nad zatoką Long Island Sound, a następnie w głąb lądu do Danbury, głównego punktu zaopatrzeniowego Armii Kontynentalnej. Zniszczył oba miasta paląc je. Spalił także port morski w Norwalk podczas odwrotu swoich wojsk.
Arnoldowi udało się zebrać około 100 ochotników. Dołączył do niego generał major Gold S. Silliman i generał major David Wooster milicji Connecticut, którzy razem dysponowali siłą 500 ochotników ze wschodniego Connecticut.
Arnold oraz obaj generałowie przemieścili swoje niewielkie siły w okolicę Danbury i podjęli się działań partyzanckich wymierzonych przeciwko brytyjskiemu odwrotowi. O godzinie 11 27 kwietnia siły generał Woostera dogoniły i zaatakowały tylną straż sił Tryona. Arnold przemieścił się do farmy w okolice Ridgefield z zamiarem zablokowania wycofujących się wojsk brytyjskich. Podczas potyczek Wooster zginął, a noga Arnolda została przygnieciona przez padającego konia.

### Filadelfia
Po rajdzie na Danbury Arnold kontynuował swą podróż do Filadelfii. Spotkanie z członkami Kongresu nastąpiło 16 maja. W tym czasie w Filadelfii przebywał również generał Schuyler, lecz wkrótce wyjechał do Albany do swojej kwatery głównej. Będąc najwyższym stopniem oficerem w regionie, Arnold przypuszczał, że oznacza to bliskie objęcie dowództwa. Jednak Kongres Kontynentalny po raz kolejny pominął Arnolda i ze względów politycznych przyznał to zadanie nowo świeżo awansowanemu generałowi Thomasowi Mifflinowi. Już wcześniej Arnold był pomijany w awansach na rzecz młodszych i mniej doświadczonych oficerów. Powodowało to u niego urazę i w konsekwencji zrezygnował ze swoich obowiązków 11 lipca 1777 roku. Wkrótce jednak generał Waszyngton poprosił o pilne przydzielenie Benedicta do Departamentu Północnego ze względu na zdobycie Fortu Ticonderoga przez Brytyjczyków. To dowodziło głębokiej wiary Waszyngtona w wojskowe umiejętności Arnolda. Kongres przychylił się do żądania Waszyngtona.

### Saratoga
Lato 1777 było punktem zwrotnym w wojnie o niepodległość. Kampania Saratoga była serią bitew stoczonych w stanie Nowy Jork w okolicach Albany, zakończonych amerykańskim zwycięstwem w Bitwie pod Saratogą i poddaniem się, 17 października 1777, brytyjskiej armii dowodzonej przez generała lejtnanta Johna Burgoyne. Brytyjskie siły były zdziesiątkowane, bez zapasów żywności i całkowicie pozbawione możliwości odwrotu, co było zasługą sił dowodzonych przez Arnolda.
W czasie walk Benedict Arnold został ranny w tę samą nogę (i poniżej pośladka) co w Quebec. Gdyby został trafiony w bardziej krytyczne miejsce, wtedy zginąłby i nie był wspominany jako symbol zdrady, ale jako bohater.
Historycy są zgodni, że Arnold odegrał znaczącą rolę w kampanii Saratoga. Wykazał się ogromną odwagą, inicjatywą i zdolnościami wojskowymi. Jego wojska bez żadnego wsparcia w decydującym momencie bitwy odcięły Bugoyne’owi możliwość ucieczki. Jednak w wyniku złych stosunków pomiędzy nim a generałem Horatio Gatesem Arnolda ominęły zaszczyty zwycięzcy. Mimo iż działania Arnolda w bitwie były jednymi z decydujących o zwycięstwie, Gates oskarżył go nadużycie władzy i niestosowanie się do rozkazów. Arnold nie krył się ze swoją pogardą dla militarnych umiejętności Gatesa, które uważał za zbyt konwencjonalne i zachowawcze. Z oceną Arnolda zgadzało się wielu wyższych oficerów Armii Kontynentalnej.
Pomnik Buta w Narodowym Parku Historycznym Saratoga został wzniesiony dla uznania zasług Benedicta Arnolda, jego odwagi i ran odniesionych w czasie kampanii. Jednakże z powodu jego późniejszej zdrady jego imię nie pojawia się na monumencie. Jest to pomnik ku czci „najznamienitszego żołnierza Armii Kontynentalnej..., który dla dobra swych rodaków zwyciężył w decydującej bitwie Amerykańskiej Rewolucji, co dało mu awans do stopnia generała majora”. To jedyny pomnik w Stanach Zjednoczonych, na którym nie ma imienia osoby, której jest poświęcony.

### Służba wojskowa w Filadelfii
Od połowy października 1777 Arnold leżał w szpitalu w Albany, odbywając rekonwalescencję z ran odniesionych pod Saratogą. Nie pozwolił, by lekarze amputowali mu lewą nogę mimo słabych rokowań na wyleczenie. Kilka miesięcy terapii dało efekt, Arnold wyzdrowiał, mimo iż lewa noga była krótsza o 5 cm. Zimę 1777-78 spędził ze swoimi żołnierzami w niezmiernie trudnych warunkach polowych w Valley Forge, gdzie stacjonowała Armia Kontynentalna dowodzona przez Waszyngtona. W Filadelfii wciąż stacjonowały wojska brytyjskie.
Po tym, jak Brytyjczycy wycofali się z Filadelfii w lipcu 1778, Waszyngton powołał Arnolda na wojskowego dowódcę miasta. W tym czasie dowiedział się również o sojuszu, jaki Amerykanie zawarli z Francją. Arnold stanowczo protestował przeciw temu sojuszowi i powoływał się na swoje doświadczenia z wojny z Francuzami i Indianami. Ironią było to, że oficjalnym wsparciem amerykańskich aspiracji niepodległościowych przez króla Ludwika XVI było zwycięstwo pod Saratogą, do którego Arnold walnie się przyczynił.
To wtedy już w Benedykcie Arnoldzie kiełkowało uczucie rozgoryczenia wywołanego pomijaniem go przez Kongres w awansach oraz brakiem refundacji wydatków ponoszonych z jego własnej kieszeni na prowadzenie działań wojennych (prawie całość kosztów kampanii kanadyjskiej jego oddziału poniósł sam). W zamian za to Arnold rzucił się w wir życia towarzyskiego Filadelfii, wydawał wielkie przyjęcia i popadał w coraz większe długi. Jego ekstrawagancje wpędziły go w kłopoty finansowe i znacząco zniszczyły reputację w Kongresie, który zaczął śledztwo w sprawie jego rachunków. Przedstawiono mu również zarzut korupcji, a śledztwo podjęły władze cywilne na wniosek człowieka, który był politycznie związany z Kongresem i miał osobisty zatarg z Arnoldem, któremu ten odebrał dowództwo w Ticonderoga.
26 marca 1779 poznał Peggy Shippen, 18-letnią córkę sędziego Edwarda Shippena. Ślub Arnolda i Shippen odbył się bardzo szybko bo już 8 kwietnia. Do przyszłej pani Arnold zalecał się w czasie brytyjskiej okupacji Filadelfii major wojsk brytyjskich John André.
1 lipca 1779 sąd wojenny przedstawił mu zarzut malwersacji. Skarżył się wtedy Waszyngtonowi: „Służąc memu krajowi stałem się kaleką i w podzięce spodziewałem się czegoś innego” (ang. Having become a cripple in the service of my country, I little expected to meet [such] ungrateful returns).

## Zdrada w West Point
W lipcu 1780 otrzymał dowództwo fortu West Point, o które starał się już od jakiegoś czasu. W tym samym czasie zaczął korespondować z przebywającym w Nowym Jorku generałem Sir Henrym Clintonem. W korespondencji pośredniczył major André. Benedict Arnold poznał również i zaczął współpracować z Beverley Robinsonem, człowiekiem znaczącym w środowisku lojalistów. Zaoferował Brytyjczykom przekazanie West Point w ich ręce za sumę 20000 funtów i stanowisko generała brygady. Jego plany zostały pokrzyżowane, gdy André został ujęty z dokumentami podpisanym przez Arnolda. Dokumenty jednoznacznie świadczyły o zawiązanym spisku i obciążały Arnolda. André został później powieszony za szpiegostwo.
Arnold dowiedział się o ujęciu swojego pośrednika i uciekł, z pomocą Johna Bornsa, na „Vulture”, statek brytyjski czekający na niego na rzece Hudson. Brytyjczycy dali mu wprawdzie żądany przez niego stopień, ale zapłacili tylko 6000 funtów ze względu na to, że spisek został wykryty przedwcześnie.
Gdyby spisek udał się, wtedy Brytyjczycy, kontrolujący już Nowy Jork, mieliby pod kontrolą całą dolinę rzeki Hudson i mogliby rozdzielić amerykańskie wojska stacjonujące na południu i północy.

## W służbie Wielkiej Brytanii
Mimo iż Arnold brał udział w działaniach wojennych po stronie Brytyjczyków, ci nie darzyli go pełnym zaufaniem.
W grudniu pod dowództwem Clintona poprowadził 1600 żołnierzy do Wirginii i zajął Richmond, odcinając główne drogi dostaw materiałów na południe. Mówi się, że Arnold zapytał wziętego do niewoli oficera, co Amerykanie by z nim zrobili, gdyby to Arnold trafił do niewoli. Kapitan rzekomo odpowiedział: „Odcięto by pańską prawą nogę i pochowano z pełnymi wojskowymi honorami, a resztę powiesiliby na szubienicy”.
Tymczasem z południa Lord Cornwallis pomaszerował na północ do Yorktown, do którego dotarł w maju 1781. Jednocześnie Arnoldowi wydano rozkaz ataku na Nowy Londyn, co miało spowodować odwrócenie uwagi Waszyngtona od Cornwalisa. 8 września 1781 roku siły Arnolda najechały Nowy Londyn i zajęły Fort Griswold. W grudniu Arnold wraz z kilkoma innymi oficerami został wezwany do Anglii. Po kapitulacji Cornwalisa w Yorktown w Wielkiej Brytanii nie było już woli politycznej do kontynuowania wojny w Ameryce. Dwa lata później zawarto pokój wersalski.
Benedict Arnold zajmował się handlem w Kanadzie w latach 1787 do 1791, a potem przeprowadził do Londynu. Umarł w 1801 roku i pochowano go w kościele St. Mary’s w londyńskim Battersea. Amerykańskie źródła wspominają, iż umarł jako zupełnie nieznany, schorowany nędzarz, chociaż nekrolog w Gentleman’s Magazine wspominał o kondukcie, w którym szło „siedem karet pogrzebowych i cztery powozy”.
Dom, w którym mieszkał w Londynie, stoi nadal. Mieści się na Gloucester Place w centrum Londynu. Na domu można zobaczyć tablicę, która wspomina o Arnoldzie jako o amerykańskim patriocie.
W Stanach Zjednoczonych jego imienia nie wspomina się na pomnikach bitew, w których brał udział. W Narodowym Historycznym Parku Saratoga stoi poświęcony mu Pomnik Buta, na którym również nie ma nazwiska Benedicta Arnolda.